# Raggio di Schwarzschild
In fisica e astronomia, il raggio di Schwarzschild o raggio gravitazionale è un raggio caratteristico associato a ogni massa. È definito da
{\displaystyle r_{s}={\frac {2G}{c^{2}}}\,M}
con {\displaystyle M} massa del corpo, {\displaystyle G} costante di gravitazione universale e {\displaystyle c} velocità della luce nel vuoto.
Prende il nome dall'astronomo tedesco Karl Schwarzschild, che nel 1916 calcolò la soluzione esatta delle equazioni della relatività generale di Einstein nel caso particolare di una massa sferica non rotante e priva di carica elettrica. Il termine è utilizzato soprattutto nei campi della teoria della gravitazione e della relatività generale, per designare la distanza {\displaystyle r_{s}} - che coincide con l'orizzonte degli eventi - dal centro di un buco nero di Schwarzschild (di massa sferica, non rotante e privo di carica elettrica). 

## Introduzione
Il raggio di Schwarzschild è proporzionale alla massa del corpo: il Sole ha un raggio di Schwarzschild di circa 3 km mentre quello della Terra misura 8,87 mm. Altri esempi di valori che assume il raggio di Schwarzschild sono indicati nella seguente tabella:
| Oggetto               | Raggio di Schwarzschild (m)                                       | Densità corrispondente (g/cm3)      |
| Via Lattea            | {\displaystyle 2{,}08\cdot 10^{15}} (~{\displaystyle 0{,}2} a.l.) | {\displaystyle 3{,}72\cdot 10^{-8}} |
| Sole                  | {\displaystyle 2{,}95\cdot 10^{3}}                                | {\displaystyle 1{,}84\cdot 10^{16}} |
| Terra                 | {\displaystyle 8{,}87\cdot 10^{-3}}                               | {\displaystyle 2{,}04\cdot 10^{27}} |
| Sagittarius A* (SMBH) | {\displaystyle 1{,}27\cdot 10^{10}}                               |                                     |
| Andromeda (SMBH)      | {\displaystyle 4{,}68\cdot 10^{11}}                               |                                     |
| NGC 4889 (SMBH)       | {\displaystyle 6{,}2\cdot 10^{13}}                                |                                     |
| --------------------- | ----------------------------------------------------------------- | ----------------------------------- |

La sfera avente questo raggio è una superficie apparentemente singolare, ovvero su essa le coordinate in cui è comunemente espressa la metrica di Schwarzschild perdono di significato a causa di divergenze nel tensore metrico. Tuttavia la singolarità è eliminabile, a differenza di quella che ha luogo in un buco nero, ad esempio passando da coordinate sferiche, in cui la singolarità è presente, a quelle di Kruskal-Szekeres nelle quali è assente.
La superficie individuata da questo raggio è l'orizzonte degli eventi per un buco nero di Schwarzschild (privo di carica elettrica e non rotante). Le onde elettromagnetiche e la materia provenienti dall'interno del corpo non possono superare l'orizzonte degli eventi, da qui deriva il nome "buco nero". A titolo di esempio, il raggio di Schwarzschild del buco nero supermassiccio situato al centro della nostra Galassia (Sagittarius A* (SMBH)) è pari a circa 12,7 milioni di km. Il raggio di un buco nero deve essere uguale o inferiore al suo raggio di Schwarzschild che, come detto, ne delimita 
l'orizzonte degli eventi. Di norma, le dimensioni fisiche di un buco nero risultano inferiori al suo raggio di Schwarzschild.

## Raggio gravitazionale classico
L'espressione matematica del raggio di Schwarzschild può essere ottenuta anche senza ricorrere al complesso formalismo della relatività generale. John Michell fu il primo, in un saggio del 1783, a sostenere che un  corpo celeste di  massa molto elevata è in grado di trattenere la sua stessa luce. Egli ipotizzò che un oggetto celeste di questo genere (successivamente chiamato buco nero) non sia direttamente visibile ma possa, se parte di un sistema binario, essere identificato tramite il moto di un astro visibile suo compagno. Indipendentemente da  Michell, anche Pierre Simon Laplace suppose, nel 1796, che potessero esistere "corpi oscuri", la cui enorme forza di gravità impedisce alla loro stessa luce di raggiungerci. Questi lavori si basavano sulla teoria corpuscolare della luce di Isaac Newton, allora generalmente accettata.
Dato un corpo sferico di massa M e raggio R, la velocità di fuga di un altro corpo di massa m che si trovi ad una distanza 
{\displaystyle r\geq R} dal centro di M è data da
{\displaystyle v_{f}={\sqrt {\frac {2GM}{r}}}}
con {\displaystyle G} costante di gravitazione universale.
Si noti che nella formula non è presente la massa m del corpo in fuga, ma soltanto la massa M che genera il campo gravitazionale. Da ciò si deduce che la formula sulla velocità di fuga si applica anche a particelle prive di massa, come la luce. A conferma diretta, si ha che non esce luce dall'orizzonte degli eventi di un buco nero.
Il raggio gravitazionale {\displaystyle r_{s}} (che coincide col raggio di Schwarschild relativistico) di un corpo sferico di massa M è il raggio r per cui la velocità di fuga è pari alla velocità della luce:
{\displaystyle v_{f}={\sqrt {\frac {2GM}{r_{s}}}}=c}
Da cui si ricava:
{\displaystyle r_{s}={\frac {2G}{c^{2}}}\,M}
La costante di proporzionalità {\displaystyle 2G/c^{2}} vale circa 1,48×10−27 m/kg, per cui
{\displaystyle r_{s}\approx 1,48\times 10^{-27}\,M}
Siccome il diametro di un nucleo atomico è circa 5×10−15 m, una forza tale da portare una massa di 1 kg al suo raggio gravitazionale {\displaystyle r_{s}} dovrebbe vincere le forze nucleari che impediscono ai nucleoni di fondersi.

## Raggio di Schwarzschild relativistico
Nella teoria della relatività generale, l'energia potenziale gravitazionale (che è parte dell'energia meccanica conservata) di una particella di prova è correlata a delle costanti del moto attraverso la geodetica. Queste costanti sono date da un campo vettoriale di Killing, che è un generatore infinitesimale di un'isometria: lo spaziotempo "sembra uguale" nella direzione di un vettore di Killing. La maggior parte degli spaziotempo possibili non ha un campo vettoriale di Killing ma, per definizione, uno spaziotempo statico (come, ad esempio, lo spaziotempo di Schwarzschild) ha un campo vettoriale di Killing simile al tempo, che può essere scritto nella forma
{\displaystyle ds^{2}=d\Sigma ^{2}-\lambda dt^{2}}
in cui {\displaystyle ds} è la geodetica, {\displaystyle d\Sigma } la metrica per una qualsiasi varietà spaziale e {\displaystyle \lambda } risulta indipendente dal tempo.
Il fattore {\displaystyle \lambda ^{1/2}} è chiamato redshift gravitazionale e, nello spaziotempo di Schwarzschild, è dato da
{\displaystyle \lambda ^{1/2}={\frac {1}{1+z}}={\frac {\lambda _{e}}{\lambda _{o}}}={\frac {\nu _{o}}{\nu _{e}}}=\,{\sqrt {\frac {1-{r_{s}}/{r_{e}}}{1-{r_{s}}/{r_{o}}}}}}
dove
- {\displaystyle \lambda _{e}} lunghezza d'onda della radiazione elettromagnetica (fotone) misurata alla sorgente d'emissione;
- {\displaystyle \lambda _{o}} lunghezza d'onda misurata dall'osservatore;
- {\displaystyle \nu _{e}} frequenza della radiazione elettromagnetica (fotone) misurata alla sorgente d'emissione, con {\displaystyle \lambda _{e}\nu _{e}=c};
- {\displaystyle \nu _{o}} frequenza misurata dall'osservatore, con {\displaystyle \lambda _{o}\nu _{o}=c};
- {\displaystyle r_{s}} raggio di Schwarzschild;
- {\displaystyle r_{e}} distanza tra il centro di massa del corpo gravitante di massa M e raggio R ed il punto dal quale è stato emesso il fotone {\displaystyle (r_{e}\geq R)};
- {\displaystyle r_{o}} distanza tra il centro di massa del corpo gravitante di massa M e raggio R ed il punto in cui viene osservato il fotone {\displaystyle (r_{o}\geq r_{e}\geq R)};
- {\displaystyle z} variazione frazionaria della lunghezza d'onda o della frequenza {\displaystyle (z>0):}

{\displaystyle z={\frac {\lambda _{o}-\lambda _{e}}{\lambda _{e}}}={\frac {\nu _{e}-\nu _{o}}{\nu _{o}}}}
Se l'osservatore si trova ad una distanza infinita da M ({\displaystyle r_{o}=\infty }), la formula del redshift gravitazionale si semplifica:
{\displaystyle \lambda ^{1/2}={\frac {\lambda _{e}}{\lambda _{\infty }}}={\frac {\nu _{\infty }}{\nu _{e}}}=\,{\sqrt {1-{\frac {r_{s}}{r_{e}}}}}=\,{\sqrt {1-{\frac {2G}{c^{2}}}{\frac {M}{r_{e}}}}}}
Un fotone emerge da un campo gravitazionale, prodotto per esempio da una stella, avendo perso energia a causa di tale campo. Presenta quindi uno spostamento verso frequenze minori (redshift gravitazionale) che dipende dalla intensità del campo gravitazionale nel punto in cui è stato emesso. L'energia misurata per tale fotone sarà quindi {\displaystyle E_{\infty }=h\nu _{\infty }}, pari alla differenza fra quella in assenza di campo {\displaystyle (E_{e}=h\nu _{e})} e quella persa a causa del campo gravitazionale:
{\displaystyle E_{\infty }=h\nu _{\infty }=\,h\nu _{e}\,{\sqrt {1-{\frac {r_{s}}{r_{e}}}}}\,=\,h\nu _{e}\,{\sqrt {1-{\frac {2G}{c^{2}}}{\frac {M}{r_{e}}}}}}
Come si vede, all'aumentare della massa M diminuiscono l'energia e la frequenza; aumenta quindi lo spostamento del fotone verso il rosso. Quando l'energia osservata dall'infinito si annulla {\displaystyle (E_{\infty }=0)}, il fotone è, per così dire, intrappolato nel campo gravitazionale. Tale condizione si verifica quando
{\displaystyle r_{e}={\frac {2G}{c^{2}}}\,M\equiv r_{s}}
che è la derivazione relativistica del raggio di Schwarzschild {\displaystyle r_{s}}.
Nel limite newtoniano, quando {\displaystyle r_{e}} è sufficientemente grande rispetto al raggio di Schwarzschild {\displaystyle (r_{e}>>r_{s})}, il redshift gravitazionale diventa
{\displaystyle \lambda ^{1/2}\,\approx \,1-{\frac {1}{2}}{\frac {r_{s}}{r_{e}}}\,\approx \,1-{\frac {G}{c^{2}}}{\frac {M}{r_{e}}}}

## Raggio di Schwarzschild quantistico
La determinazione del raggio di Schwarzschild per una  particella atomica o subatomica si ottiene partendo dall'equazione della lunghezza d'onda Compton
{\displaystyle \lambda _{c}={\frac {h}{mc}}}
La massa e la lunghezza d'onda Compton sono quindi inversamente proporzionali:
{\displaystyle m={\frac {h}{c\lambda _{c}}}}
Sostituendo tale relazione nella definizione classica del raggio di Schwarzschild si ottiene, per una  particella atomica o subatomica, che
{\displaystyle r_{s}={\frac {2G}{c^{2}}}\,{\frac {h}{c\lambda _{c}}}={\frac {2}{\lambda _{c}}}\,{\frac {hG}{c^{3}}}={\frac {2}{\lambda _{c}}}\,2\pi \,{\frac {\hbar G}{c^{3}}}}
con {\displaystyle h} costante di Planck e {\displaystyle \hbar } costante di Planck ridotta.
Poiché {\displaystyle \lambda _{c}} rappresenta l'ordine di grandezza del diametro con cui possiamo localizzare un micro-oggetto, il suo raggio di Schwarzschild è {\displaystyle r_{s}\approx \lambda _{c}/2}. Si ha quindi 
{\displaystyle {\frac {2}{\lambda _{c}}}\approx {\frac {1}{r_{s}}}\;\Rightarrow \;r_{s}^{2}\approx 2\pi \,{\frac {\hbar G}{c^{3}}}}
{\displaystyle r_{s}\approx {\sqrt {2\pi }}\;{\sqrt {\frac {\hbar G}{c^{3}}}}\approx {\sqrt {2\pi }}\;\ell _{P}\approx 2,5\;\ell _{P}}
dove {\displaystyle \ell _{P}} è la lunghezza di Planck. 
Per sostituzione algebrica diretta si trova che il doppio della lunghezza di Planck {\displaystyle \ell _{P}} corrisponde esattamente al raggio di Schwarzschild di una massa di Planck {\displaystyle m_{P}:}
{\displaystyle r_{s}(m_{P})={\frac {2G}{c^{2}}}\,m_{P}=2\,\ell _{P}}
Il raggio di Schwarzschild non può quindi essere minore del doppio della lunghezza di Planck {\displaystyle \ell _{P}}, né la massa M minore della massa di Planck {\displaystyle m_{P}}. 
Le considerazioni precedenti vanno tuttavia prese con le dovute precauzioni:
(John Baez, math.ucr.edu)

## Classificazione dei buchi neri secondo il raggio di Schwarzschild
A seconda dell'ordine di grandezza della massa, e quindi del raggio, i buchi neri sono classificati in tre categorie: supermassicci, stellari e primordiali. Questa classificazione, come suggerisce il nome, è strettamente legata ai diversi processi che hanno dato origine ai diversi tipi di buchi neri. 

### Buchi neri supermassicci
Accumulando materia di densità ordinaria (ad esempio 1 000 kg/m³, come la densità dell'acqua che per coincidenza è abbastanza simile alla densità media del Sole), fino a raggiungere circa 150 milioni di volte la massa del Sole, un agglomerato assume dimensioni inferiori al suo raggio di Schwarzschild, diventando un buco nero supermassiccio (o supermassivo). Si ritiene che il limite superiore per la classe dei buchi neri supermassicci possa essere pari ad alcuni miliardi di masse solari. L'esistenza, al centro della via Lattea, di un buco nero supermassiccio di massa pari a oltre 4 milioni di masse solari è una prova sperimentale dell'esistenza dei buchi neri. Si ritiene che i buchi neri supermassicci non si formino direttamente dal collasso di una stella o di un ammasso stellare; potrebbero piuttosto avere origine come buchi neri di dimensioni stellari e accrescere gradualmente la propria massa grazie alla cattura di altri corpi celesti e alla fusione con altri buchi neri. Maggiore è la massa complessiva di una galassia, maggiore è la massa del buco nero supermassiccio posto al centro di essa.

### Buchi neri stellari
Accumulando materia a densità simile a quella di un nucleo atomico (circa 1018 kg/m³) fino a raggiungere circa 3 masse solari, un agglomerato collassa entro le dimensioni del suo raggio di Schwarzschild, divenendo un buco nero stellare. Anche le stelle di neutroni sono caratterizzate da un valore di densità simile.

### Buchi neri primordiali
Il raggio di Schwarzschild associato a una piccola massa è estremamente ridotto. Una massa pari a quella del monte Everest è caratterizzata da un raggio di Schwarzschild inferiore a un nanometro; nessun meccanismo oggi noto sarebbe in grado di generare un oggetto così compatto. Buchi neri di questo tipo potrebbero essersi formati in una fase primordiale dell'evoluzione dell'universo, poco dopo il Big Bang, quando la densità della materia era estremamente alta. Questi ipotetici buchi neri di piccole dimensioni sono noti come buchi neri primordiali.

## Riferimenti letterari
Il racconto fantascientifico Schwarzschild Radius (EN, 1987) di Connie Willis fornisce una spiegazione comprensibile e sufficientemente accurata del raggio di Schwarzschild.
Il libro Un verdor terrible (ES, 2020) di Benjamín Labatut contiene il racconto La singolarità di Schwarzschild, dedicato alla scoperta del raggio di Schwarzschild e alla prematura scomparsa dello scienziato.